# Rečnik kvantnog računarstva
Rečniк kvantnog računarstva sadrži listu definicija, termina i pojmova koji se koriste u kvantnom računarstvu i srodnim oblastima.
|  |  |  |  |  |  |  |  |  |  |  |  |  |  |  |  |  |  |  |  |  |  |  |  |  |  |  |  |  |  |

## G
1. Orakl, koji prepoznaje i označava (invertuje fazu) traženog elementa.
2. Difuzioni operator pojačava verovatnoću da se označeno stanje dobije prilikom kvantnog merenja.

## K
- Kubit se hardverski može realizovati korišćenjem različitih tehnologija, kao što su superprovodna kola, zarobljeni joni, fotoni ili spin (magnetno svojstvo) elektrona.

- Osnovna jedinica kvantne informacije, kubit, može biti u superpoziciji stanja {\displaystyle |0\rangle } i {\displaystyle |1\rangle }, opisanoj kao {\displaystyle a|0\rangle +b|1\rangle }, gde su {\displaystyle a} i {\displaystyle b} kompleksni brojevi čiji kvadrati daju verovatnoće da se kubit, nakon merenja, nađe u stanju {\displaystyle |0\rangle } ili {\displaystyle |1\rangle }, respektivno.

## Napomene
1. ↑  Prevod termina još uvek nije ustaljen i može se promeniti.

## Literatura
- Radovanović, Aleksandar (2024). Kvantno računarstvo. Beograd: Računarski fakultet; CET. ISBN 978-86-7991-454-5.  142687241.